# Tafí del Valle
Tafí del Valle est une ville de la province de Tucumán, en Argentine, et le chef-lieu du département de Tafí del Valle. Elle se trouve au nord-ouest de la province, à 126 km à l'ouest de la capitale provinciale, San Miguel de Tucumán. Sa population s'élevait à 4 028 habitants en 2001.

## Géographie
Elle est pratiquement au centre de la belle vallée de Tafí qui sépare les hautes cordillères du Nevado del Aconquija au sud et les Cumbres Calchaquíes au nord. La vallée constitue l'important passage qui relie les vallées Calchaquies à l'ouest, et la grande plaine chaco-pampéenne à l'est.
La ville se trouve à une altitude de 2 014 mètres.
Sa population était de 4 028 habitants en 2001.
La croissance de population intercensitaire était de 35,49 %(1991-2001)

## Toponymie
Taktik yakta (en idiome kakan: "Village de la splendide entrée") parait avoir été le nom initial de la localité et de la vallée qu'elle domine. Ce nom fort compliqué aurait été simplifié par les Espagnols et transformé en Tafí.

## Histoire
La région est peuplée depuis plus de sept millénaires. Il y a 2300 ans s'y établirent des peuples d'agriculteurs et de cueilleurs. Ils étaient probablement les prédécesseurs de la Culture Tafí.
Au milieu du XVIe siècle, la présence espagnole débute, mais ils ne purent consolider leur présence immédiatement, face à la courageuse résistance des diaguitas, spécialement celle opposée par la partialité (tribu) des Calchaquís.
En 1636 la vallée fut offerte comme Merced Real (seigneurie royale ou grâce royale) à la famille espagnole des Leguizamo y Guevara qui y créa une estancia. Celle-ci fut achetée par les jésuites qui s'étaient déjà établis dans la région en 1617. C'est aux jésuites que l'on doit les débuts d'une industrie laitière et spécialement la production d'excellents fromages dans la vallée.

## Climat et écologie
Étant donné l'altitude, le climat prédominant est tempéré avec des neiges hivernales. Le secteur oriental de la vallée, où se trouve la ville de Tafí del Valle, est humide avec un biome de prairie où prédominent les graminées avec des bosquets de conifères, de
caducifoliés et de molles. Vers l'ouest, l'humidité diminue ce qui donne lieu à la présence sporadique de cactacées comme les cardones ou cactus chandeliers. Le contraste est nettement spectaculaire à l'endroit appelé Abra del Infiernillo. Là on peut observer immédiatement à l'ouest les semi-déserts et déserts et à l'est les prairies toujours vertes, les bois, les forêts couvertes d'abondants nuages.
A Tafí del Valle les températures maximales moyennes d'été (en janvier) sont de 26 °C, celles d'hiver (en juillet) sont seulement de 16 °C. En hiver, il y a fréquemment des températures de -5 °C.

## Économie
Le climat tempéré humide prédominant a favorisé, depuis l'arrivée des Espagnols au
XVIe siècle, l'élevage d'ovins, de bovins, d'équidés et dans une moindre mesure de caprins, ainsi que la culture de céréales comme le blé. Les produits de l'élevage ont permis la production d'excellents fromages (queso en espagnol).
Depuis la seconde moitié du XXe siècle, le tourisme (initialement d'aventure) s'est énormément développé.

## Tourisme

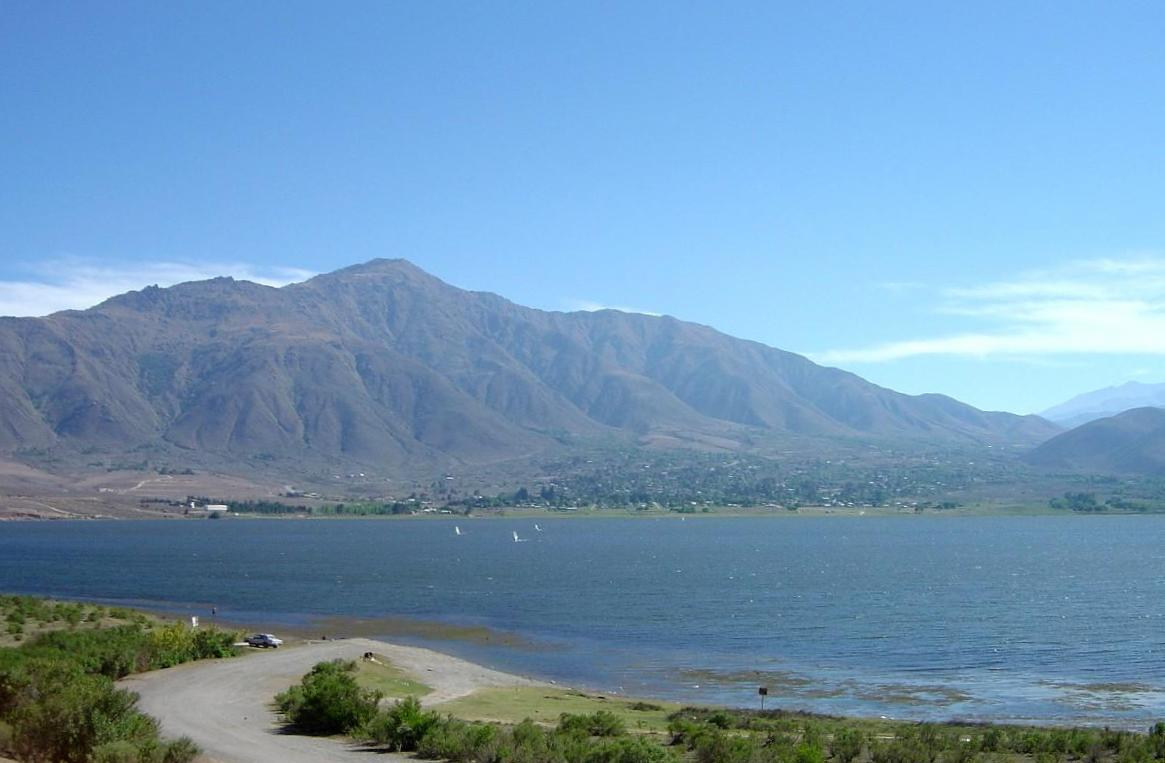
Vue générale de la retenue de La Angostura

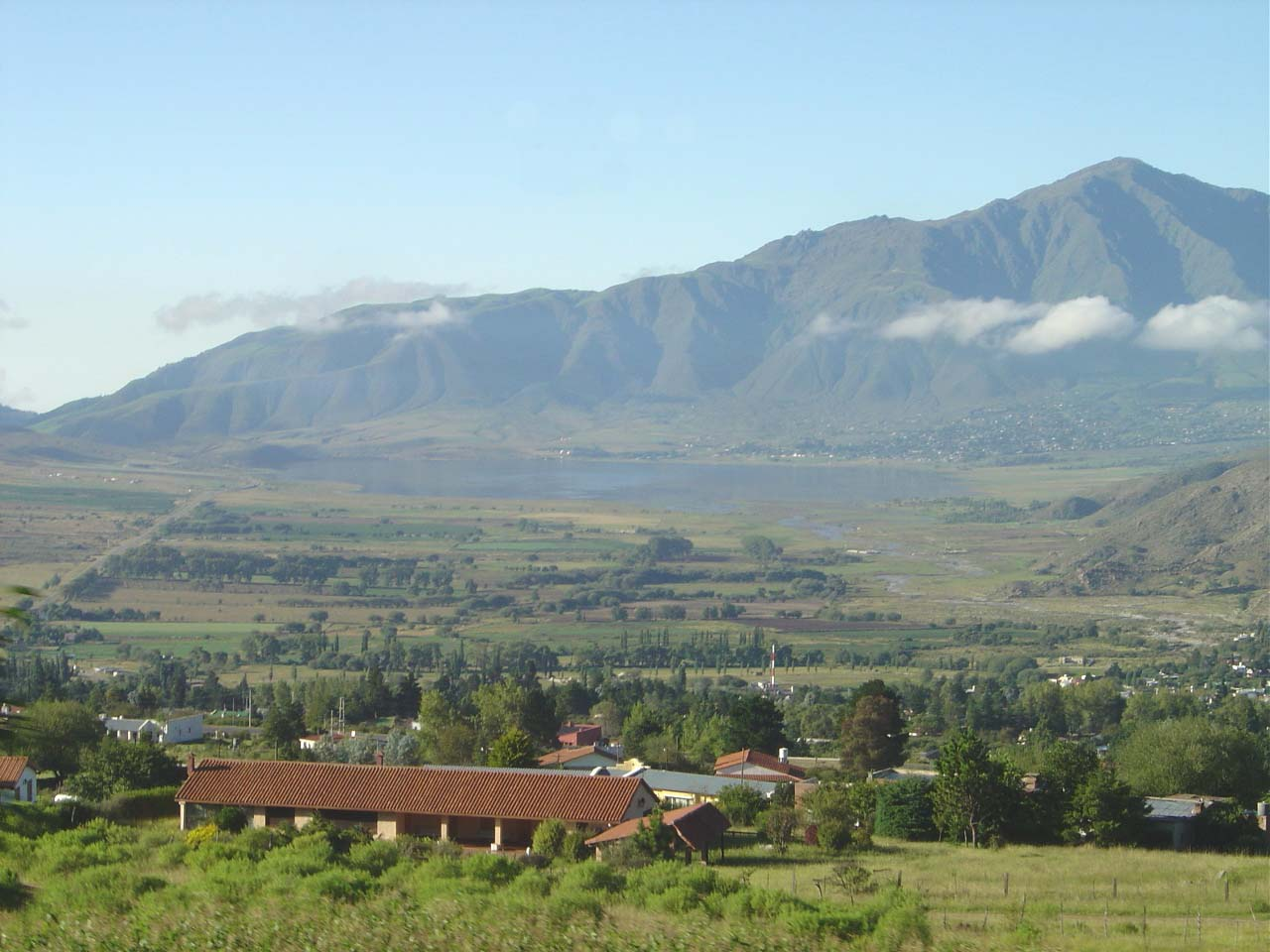
Tafí del Valle (Tucumán): Vue de Tafí del Valle

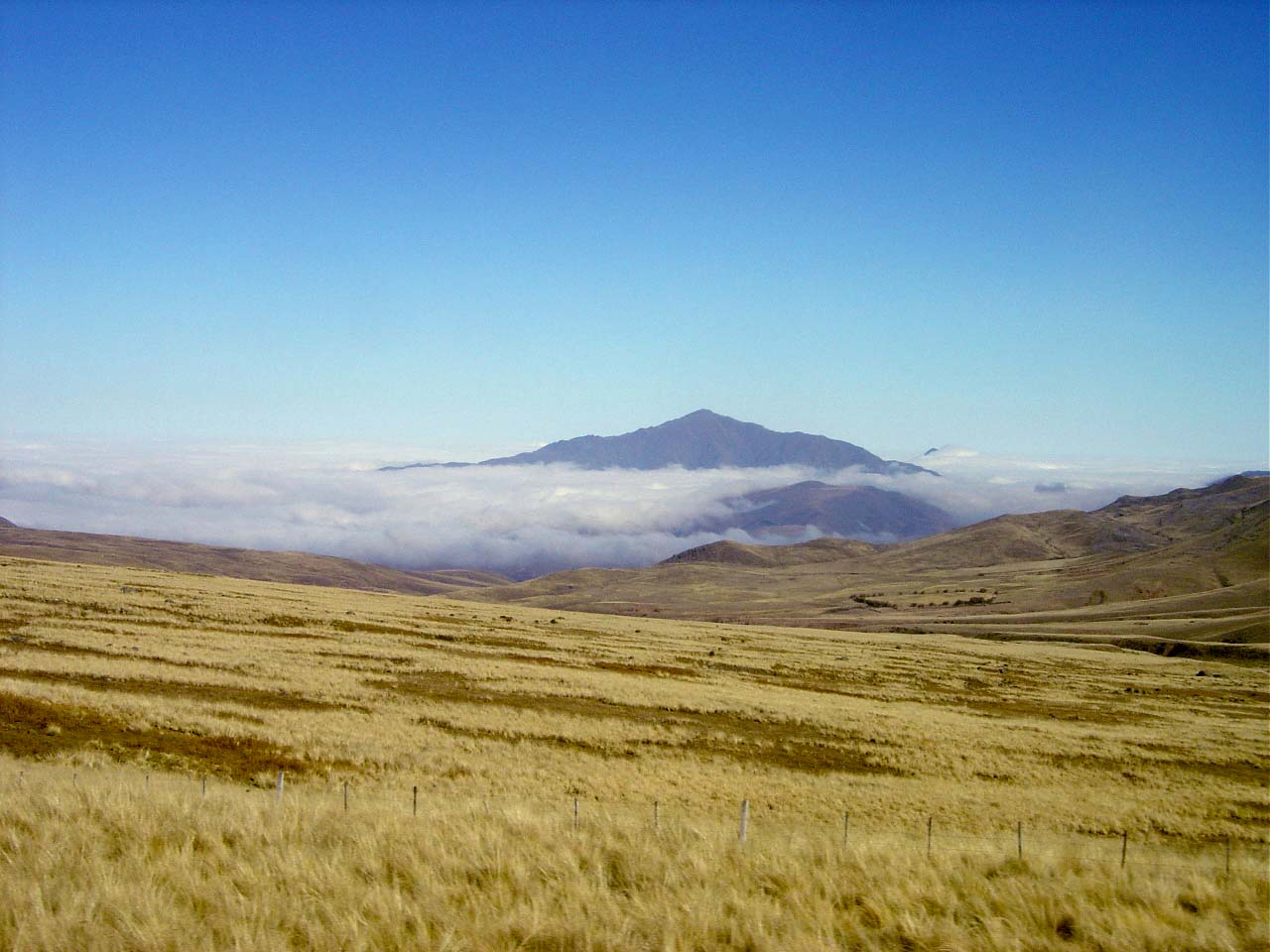
Tafí del Valle (Tucumán): Vue depuis El Infiernillo

La ville de Tafí del Valle est considérée comme le lieu de fin de semaine et de repos d'été privilégié des habitants de San Miguel de Tucumán, tant grâce à ses beautés naturelles que par son climat. À partir de 2003, on a commencé à inclure cette splendide zone touristique parmi les "packages" internationaux comprenant le circuit du Nord-ouest argentin ou NOA.
Quittant la ville de San Miguel de Tucumán, vers Tafí, la route provinciale 307 pénètre dans la forêt tucumane, et s'engage dans la majestueuse Quebrada de Los Sosa, qui est par ailleurs une réserve naturelle. La route passe par trois endroits dignes d'être mentionnés pour ses géoformes curieuses, c’est-à-dire "El Indio", "La Heladera", et "El Fin del Mundo".
À l'entrée orientale de la Valle de Tafí, se trouve la localité d'El Mollar, qui offre une infrastructure touristique complète et complétant celle de la ville de Tafí del Valle.

Une des principales attractions de la zone touristique de Tafí, ce sont ses menhirs (du celte men=pierre hir=longue). Il s'agit de monolithes, taillés par les peuples aborigènes locaux de la culture Tafí.
Au début ils se trouvaient dispersés dans toute la vallée mais malheureusement la dictature militaire de Videla et consorts avec une grande incompétence scientifique a justifié de les réunir tous dans le Parque de los Menhires près de la localité d'El Mollar, soi-disant pour préserver leur intégrité et éviter les dégâts occasionnés par les touristes. Détruire ainsi l'immense espace de répartition des pierres pour les regrouper est une manifestation typique d'inculture bureaucratique d'autorités ignorantes.
Tout près d'El Mollar, en montant vers Tafí del Valle se trouve le lac de la Angostura qui, outre le paysage entre de hautes montagnes fréquemment enneigées, offre les plaisirs de la pêche et des sports nautiques. De ce lac coule l'abondante et claire rivière appelée río Sosa, qui peu après sa naissance court dans des cañons y formant des cataractes.
À moins de 10 km du centre de Tafí del Valle, on trouve le complexe jésuitique de La Banda (construit au début du XVIIIe siècle), le mont Cerro Ñuñorco Grande et le musée Casa Duende (musée consacré aux croyances, mythes et traditions de la région).
Tafí offre une grande variété d'activités de plein air comme des promenades à cheval, des excursions en véhicules 4x4, du trekking, du windsurf, du parapente et des visites à ses églises et estancias.
Chaque année, à la Semaine Sainte on réalise une représentation de la Passion du Christ avec des acteurs locaux. D'année en année, le nombre de spectateurs va croissant.
Un autre évènement digne d'être mentionné est le Festival Nacional del Queso ou Festival national du Fromage qui a lieu tous les ans en février.
En allant plus au nord, on pourra bénéficier d'une vue panoramique de toute la vallée, et continuer la route qui conduit à Amaichá del Valle, aux ruines de Quilmes, à El Pichao, à Colalao del Valle et Cafayate (cette dernière dans la province de Salta et très célèbre pour ses excellents vins).